# Windows Management Instrumentation
Windows Management Instrumentation o WMI (en español, Instrumentación de Administración Windows) es la implementación de WBEM (Web-Based Enterprise Management) de Microsoft, una iniciativa que pretende establecer normas estándar para tener acceso y compartir la información de administración a través de la red de una empresa. 
WMI proporciona compatibilidad integrada para el Modelo de Información Común (CIM, Common Information Model), :Y que describe los objetos existentes en un entorno de administración.

## Propósito de WMI
El propósito de WMI es definir un conjunto patentado de especificaciones independientes del entorno que permitan compartir información de gestión entre aplicaciones de gestión. WMI prescribe estándares de gestión empresarial y tecnologías relacionadas para Windows que funcionan con los estándares de administración existentes, como la Desktop Management Interface (DMI) y SNMP. WMI complementa estos otros estándares proporcionando un modelo uniforme. Este modelo representa el entorno administrado a través del cual se puede acceder de manera común a los datos de administración de cualquier fuente.

## Proceso de desarrollo
Debido a que WMI abstrae las entidades manejables con CIM y una colección de proveedores, el desarrollo de un proveedor implica varios pasos. Los pasos principales se pueden resumir de la siguiente manera:
1. Crear el modelo de entidad manejable
  1. Define un modelo
  2. Implementa el modelo
2. Crear el proveedor WMI
  1. Determinar el tipo de proveedor a implementar
  2. Determinar el modelo de hosting del proveedor
  3. Crear la plantilla de proveedor con el asistente de ATL
  4. Implementar la lógica del código en el proveedor.
  5. Registrar el proveedor con WMI y el sistema
3. Probar el proveedor
4. Crear código de ejemplo de consumidor.